# Дворовик
Дворови́к — у слов'янській міфології дух або божество обійстя, помічник домовика. Дворовик охороняє від мору, пожежі, грабунку всю живність і все майно у дворі селянина. Сприяє збагаченню, добробуту, щастю хлібороба.

## Образ дворовика
Дворовик уявлявся підвладним домовикові, тому як і домовик, міг як допомагати власникам обійстя, так і шкодити, вимагаючи задобрювання. Він міг постати в різних подобах, найчастіше як тварина, або маленький дідок з бородою, в брилі, що тримає люльку і батіг. 
Дворовику приписувалися особливі стосунки зі свійськими тваринами: він завжди в дружбі з козлом та собакою, інших тварин недолюблює, а птиці йому не підкоряються (вони перебувають у владі кікімори). Особливо не терпить білих тварин: корів, котів, собак і сивих коней. Йому не до вподоби, коли купують худобу іншої масті, крім вже наявної. За улюбленою твариною він доглядає, забезпечує їй красу і здоров'я, може заплітати гриву коневі. Нелюбих тварин навпаки мучить, вночі їздить на них, вискубує хвости і гриви. Також вважалося небажаним лишати у хліві малих дітей — дворовик може їх задушити. Якщо хазяїн обійстя не дбав про господарство чи був п'яницею, дворовик віднаджував його худобу від корму.
Вважалося, дворовика можна відлякати, повісивши пір'я сороки. Також нелюбих йому тварин можна було вберегти, тримаючи поруч козла. Традиційно дворовика шанували на Малахії (16 січня) і Пилипові заговини (27 листопада), просячи піклуватися про худобу і лишаючи йому частування.